# Onanole
Onanole je nekorporativni zaselak u ruralnoj opštini Harison Park,  u pokrajini Manitoba, u središnjem delu Kanade.

## Naziv
Naziv zasoku Onanole,  predložio je njegov prvi poštar Neil V. Traci, po ugledu na hotel „Onanole”  (smešten na sličnom brežuljku, ovom u Manitobi) na planini Androdak u severoistočnom delu države Njujork u Sjedinjenim Američkim Državama.

## Istorija
Onanole je kao zajednica (naseobina ili zasok) prvi put prepoznata 1928. godine, kada je na brežuljku duž puta Bredndon — Dofen osnovana pošta, u kojoj je prvi poštar bio Neil V. Traci, a nešto kasnije i škola. 

## Geografija

### Geografski položaj
Onanole se nalazi u ruralnoj opštini Harison Park, u jugozapadnom delu Manitobe, na južnim obroncima planine Rajding mauntin, odnosna na južnom ulazu u Nacionalni park Rajding mauntin (na otprilike 5 km od Vasagejminga administrativnog centra parka), 105 km (65 milja), severno od grada Brendona, 135 km (84 milje) istočno od granice sa Saskačevanom i oko 70 km južno od Dofena.

### Geografske karakteristike
Planina Rajdin mauntin na kojoj se nalazi Onanole je nastala kao odron stenovite mase ili bloka, koji se odvojio od zaleđa i survao u njegovo podnožje. Zato se, geomorfološki gledano za Rajdin mauntin može se reći da je nastao tako što su se sedimentne stene koje su bile teže od okolnog krečnjaka koluvijalnim procesom, tj. naglim otkidanjem i stropoštavanjem stenske mase spustle niz strme padine planinske oblasti - koja se proteže od Parklanda sve do severnog Saskačevana, gde je formirana slične brdska oblast.
Iako je najveća visina Rajdin mauntina 756 metara, gledano u odnosu na njene najviše obodne delove na severoistočnoj strani, i ravnicu (preriju) koje je okružuje sa svih strana, ona deluje kao visoka planina.
Onanole karakteriše raznolikost pejzaža: zimzelene i listopadne šume, talasasto zemljište, doline, jezera i potoci. Kao planinski plato u centru Severne Amerike, ovaj predeo je raskrsnica gde se prerija, i severna oblast listopadnih oblika života i staništa meša.

### Klima
Zbog nešto veće nadmorske visine i severno kontinentalne lokacije, klima se odlikuje velikim oscilacijama, karakterističnim za kontinentalnu klimu kanadskih prerija. Leta su topla zbog preovlađujuće vazdušne mase sa juga i jugozapada. Zime se odlikuju hladnim frontovima koji se sele sa severa i severozapada. Na prostoru Manitoba odrona, na turbulenciju vazdušnih masa utiče mnoštvo jezera i drugih močvarinh terena, koje doprinosi povećanju konvektivnih oblaka i pljuskova u letnjim mesecima.
Prosečno trajanje vegetacije (od prosečnog datuma setve do prosečnog datuma prvog mraza) je 72 dana. Značajno je izražena varijabilnost u trajanju vegetacionog perioda koji se u 21. veku u parku menja se iz godine u godinu.
Jezera i potoci, u okolini Onanolea obično se zalede početkom novembra, a stalni sneg može pasti čak i ranije. Zima je prilično ujednačeno hladno. Proleće koje počinje u aprilu značajno kasni u odnosu na ravničarski deo oblasti Parklanda. Letnja sezona je od sredine juna do kraja avgusta. Jesenji meseci su možda najprijatniji deo godine, sa umerenim temperaturama, i prirodom oslobođenom od štetočina.
Srednja godišnja količina padavina je 47,6 cm. Leto koje obično kratko traje, karakteriše se relativno čestim olujnim padavinama, u junu, julu i avgustu. Najviše snega javlja u decembru i martu, a zima ima tendencju dužeg trajanja. Izuzetno hladni dani se obično javljaju u januaru ili februaru, sa prosečnom temperaturom od - 13.8 do - 27.3 °C. Najtopliji dani su u julu, kada je prosečna temperatura oko 17,3 °C, a povremeno u pojedinim područjima i do 32,3 °C. Srednje dnevne maksimalne i minimalne temperature u jul su 8,3 i 23,9 °C. Bez obzira na jako tople letnje dane, noći su uvek prijatne.
U Onanali kao i u celom parku i na prostoru Južne Manitobe i jugoistočnog Saskačevana duvaju pretežno dva vetra, severozapadni i jugoistočni. Međuti ovo vetrovi su manje snage od onih u ruralnim područjima oko parka. Ovo je posledica većih frikcionih uticaja, na strujanje vazduha, talasastog terena i šumskog pokrivača. U principu, park ima značajnu varijaciju u srednjoj brzine vetra iz meseca u mesec i iz jednog pravca u drugi. U decembru, januaru i februaru brzina vetra je najmanja. U ovim mesecima, međutim, povremeni jak vetar može ograničiti putovanje bilo koje vrste kroz park jer može biti veoma opasan.

### Stanovništvo
Onanole je deo seoske opštine Park South koja je 1991. godine imala 935 stanovnika.
Prema statističkim podacina iz 1991. godine, Onanole je u zimskom periodu brojalo je 404 stanovnika, da bi se tokom leta broj stanovništvo utrostručavao dolaskom privremenih stanovnika, pre svega ugostitelja, prodavaca ali i turista.

## Izgled naselja
Ulaz u Onanole obeležen je ogromnom statuom jelena, izabranog za simbol ove male seoske zajednice. Onanole ima aktivan rekreacioni centar koji uključuje arenu za hokej, klizalište i zajedničku multifunkcionalnu dvoranu.
Stariji deo zasoka ima sabirni centar koji je smešten pored Centra zajednice. Glavne objekte u Onanolu čine: prodavnice opšte namene, namirnica, odeće,  građevinskog materijala, zanatskih proizvod, knjiga, ploča i suvenira, ugostiteljski objekti, hotel, motel, poslastičara, kafić, picerija, benzinska pumpa, frizerski salon, golf teren, kuglana, itd.

## Spoljašnje veze
- Onanole, Manitoba (језик: енглески)